# 1964年夏季奧林匹克運動會田徑比賽
1964年夏季奧林匹克運動會在東京舉行，其中田徑競賽包含了36個項目，其中24項是男子比賽，另外12項則是女子比賽。本屆奧運亦首次舉辦女子400公尺賽跑及女子五項全能，同時本屆有來自82個國家和地區共1016名選手參賽。

## 各項成績

### 男子
| 項目             | 金牌                                                                    | 金牌           | 银牌                                                                                | 银牌      | 铜牌                                                                                  | 铜牌      |
| 100公尺賽跑      | 鮑勃·海斯 · 美国（USA）                                                 | 10.0 (=WR)     | 恩里克·菲格羅拉 · 古巴（CUB）                                                       | 10.2      | 哈里·杰尔姆 · 加拿大（CAN）                                                           | 10.2      |
| 200公尺賽跑      | 亨利·卡爾 · 美国（USA）                                                 | 20.3 (OR)      | 保罗·德雷顿 · 美国（USA）                                                           | 20.5      | 埃德温·罗伯茨 · 特立尼达和多巴哥（TRI）                                               | 20.6      |
| 400公尺賽跑      | 邁克·拉臘比 · 美国（USA）                                               | 45.1           | 温德尔·莫特利 · 特立尼达和多巴哥（TRI）                                             | 45.2      | 安杰伊·巴登斯基 · 波兰（POL）                                                         | 45.6      |
| 800公尺賽跑      | 彼得·斯內爾 · 新西兰（NZL）                                             | 1:45.1 (OR)    | 比尔·克罗瑟斯 · 加拿大（CAN）                                                       | 1:45.6    | 威爾遜·基普魯格 · （KEN）                                                             | 1:45.9    |
| 1500公尺賽跑     | 彼得·斯內爾 · 新西兰（NZL）                                             | 3:38.1         | 约瑟夫·奥德洛日尔 · 捷克斯洛伐克（TCH）                                             | 3:39.6    | 約翰·戴維斯 · 新西兰（NZL）                                                           | 3:39.6    |
| 5000公尺賽跑     | 鲍勃·舒尔 · 美国（USA）                                                 | 13:48.8        | 哈拉尔德·诺尔波特 · 德国联队（EUA）                                                 | 13:49.6   | 比爾·戴林格 · 美国（USA）                                                             | 13:49.8   |
| 10,000公尺賽跑   | 比利·米爾斯 · 美国（USA）                                               | 28:24.4 (OR)   | 穆罕默德·加莫迪 · 突尼斯（TUN）                                                     | 28:24.8   | 羅恩·克拉克 · （AUS）                                                                 | 28:25.8   |
| 110公尺跨欄      | 海斯·瓊斯 · 美国（USA）                                                 | 13.67          | 布萊恩·林格倫 · 美国（USA）                                                         | 13.74     | 阿納托利·米哈伊洛夫 · 苏联（URS）                                                     | 13.78     |
| 400公尺跨欄      | 雷克斯·考利 · 美国（USA）                                               | 49.6           | 约翰·库珀 · 英国（GBR）                                                             | 50.1      | 萨尔瓦托雷·莫拉莱 · 意大利（ITA）                                                     | 50.1      |
| 3000公尺障礙賽   | 加斯頓·羅蘭特 · 比利时（BEL）                                           | 8:30.8 (OR)    | 莫里斯·赫里奥特 · 英国（GBR）                                                       | 8:32.4    | 伊萬·別利亞耶夫 · 苏联（URS）                                                         | 8:33.8    |
| 400公尺接力賽跑  | 美国（USA） · 保罗·德雷顿 · 格里·阿什沃思 · 理查德·斯特宾斯 · 鮑勃·海斯 | 39.0 (WR)      | 波兰（POL） · 安杰伊·杰林斯基 · 维斯瓦夫·马尼亚克 · 马里安·福伊克 · 马里安·杜齐亚克 | 39.3      | 法国（FRA） · 保罗·热纳韦 · 贝尔纳·莱德伯尔 · 克洛德·皮克马尔 · 若瑟兰·德勒库尔       | 39.3      |
| 1600公尺接力賽跑 | 美国（USA） · 奥兰·卡斯尔 · 邁克·拉臘比 · 乌利斯·威廉斯 · 亨利·卡爾     | 3:00.7 (WR)    | 英国（GBR） · 蒂姆·格雷厄姆 · 阿德里安·梅特卡夫 · 约翰·库珀 · 罗比·布赖特韦尔       | 3:01.6    | 特立尼达和多巴哥（TRI） · 埃德溫·斯金納 · 肯特·伯納德 · 埃德温·罗伯茨 · 温德尔·莫特利 | 3:01.7    |
| 馬拉松           | 阿比比·比基拉 · 埃塞俄比亚（ETH）                                       | 2:12:11.2 (WR) | 巴兹尔·希特利 · 英国（GBR）                                                         | 2:16:19.2 | 圆谷幸吉 · 日本（JPN）                                                                | 2:16:22.8 |
| 20公里競走       | 肯·马修斯 · 英国（GBR）                                                 | 1:29:34.0 (OR) | 迪特尔·林德纳 · 德国联队（EUA）                                                     | 1:31:13.2 | 弗拉基米尔·戈卢布尼奇 · 苏联（URS）                                                   | 1:31:59.4 |
| 50公里競走       | 阿布东·帕米克 · 意大利（ITA）                                           | 4:11:12.4 (OR) | 保罗·尼希尔 · 英国（GBR）                                                           | 4:11:31.2 | 英瓦尔·彼得松 · 瑞典（SWE）                                                           | 4:14:17.4 |
| 跳高             | 瓦列裡·布魯梅爾 · 苏联（URS）                                           | 2.18 m (OR)    | 約翰·托馬斯 · 美国（USA）                                                           | 2.18 m    | 約翰·蘭博 · 美国（USA）                                                               | 2.16 m    |
| 撐杆跳高         | 弗雷德·汉森 · 美国（USA）                                               | 5.10 m (OR)    | 沃尔夫冈·赖因哈特 · 德国联队（EUA）                                                 | 5.05 m    | 克劳斯·莱纳茨 · 德国联队（EUA）                                                       | 5.00 m    |
| 跳遠             | 林恩·戴维斯 · 英国（GBR）                                               | 8.07 m         | 拉爾夫·波士頓 · 美国（USA）                                                         | 8.03 m    | 伊戈爾·特爾·霍漢尼斯揚 · 苏联（URS）                                                  | 7.99 m    |
| 三級跳遠         | 約瑟夫·施密特 · 波兰（POL）                                             | 16.85 m (OR)   | 奧列格·費多謝夫 · 苏联（URS）                                                       | 16.58 m   | 维克托·克拉夫琴科 · 苏联（URS）                                                       | 16.57 m   |
| 鉛球             | 达拉斯·朗 · 美国（USA）                                                 | 20.33 m (OR)   | 蘭迪·馬特森 · 美国（USA）                                                           | 20.20 m   | 瓦留·维尔莫什 · 匈牙利（HUN）                                                         | 19.39 m   |
| 鐵餅             | 阿爾弗雷德·奥特 · 美国（USA）                                           | 61.00 m (OR)   | 卢德维克·达涅克 · 捷克斯洛伐克（TCH）                                               | 60.52 m   | 戴夫·威爾 · 美国（USA）                                                               | 59.49 m   |
| 鏈球             | 羅穆德·克利姆 · 苏联（URS）                                             | 69.74 m (OR)   | 日沃茨基·久洛 · 匈牙利（HUN）                                                       | 69.09 m   | 乌韦·拜尔 · 德国联队（EUA）                                                           | 68.09 m   |
| 擲標槍           | 保利·內瓦拉 · 芬兰（FIN）                                               | 82.66 m        | 库尔恰尔·盖尔盖伊 · 匈牙利（HUN）                                                   | 82.32 m   | 賈尼斯·盧西斯 · 苏联（URS）                                                           | 80.57 m   |
| 十項全能         | 维利·霍尔多夫 · 德国联队（EUA）                                         | 7887           | 雷恩·阿恩 · 苏联（URS）                                                             | 7842      | 汉斯-约阿希姆·瓦尔德 · 德国联队（EUA）                                                | 7809      |

### 女子
| 項目            | 金牌                                                                                      | 金牌         | 银牌                                                                  | 银牌    | 铜牌                                                                | 铜牌    |
| 100公尺賽跑     | 怀米娅·泰厄斯 · 美国（USA）                                                               | 11.4         | 伊迪丝·麦圭尔 · 美国（USA）                                           | 11.6    | 埃娃·克沃布科夫斯卡 · 波兰（POL）                                   | 11.6    |
| 200公尺賽跑     | 伊迪丝·麦圭尔 · 美国（USA）                                                               | 23.0 (OR)    | 伊雷娜·基尔申斯泰因 · 波兰（POL）                                     | 23.1    | 玛丽莲·布莱克 · （AUS）                                             | 23.1    |
| 400公尺賽跑     | 贝蒂·卡思伯特 · （AUS）                                                                   | 52.0 (OR)    | 安·帕克 · 英国（GBR）                                                 | 52.2    | 朱迪·阿穆尔 · （AUS）                                               | 53.4    |
| 800公尺賽跑     | 安·帕克 · 英国（GBR）                                                                     | 2:01.1 (WR)  | 瑪麗馮·杜普勒 · 法国（FRA）                                           | 2:01.9  | 瑪麗斯·張伯倫 · 新西兰（NZL）                                       | 2:02.8  |
| 80公尺跨欄      | 卡琳·巴尔策 · 德国联队（EUA）                                                             | 10.5         | 特雷莎·切普维 · 波兰（POL）                                           | 10.5    | 帕姆·基尔伯恩 · （AUS）                                             | 10.6    |
| 400公尺接力賽跑 | 波兰（POL） · 特雷莎·切普维 · 伊雷娜·基尔申斯泰因 · 哈利娜·古雷茨卡 · 埃娃·克沃布科夫斯卡 | 43.6 (WR)    | 美国（USA） · 威莉·怀特 · 怀米娅·泰厄斯 · 玛丽莲·怀特 · 伊迪丝·麦圭尔 | 43.9    | 英国（GBR） · 珍妮特·辛普森 · 玛丽·兰德 · 达夫妮·阿登 · 多萝西·海曼 | 44.0    |
| 跳高            | 约兰达·巴拉什 · 罗马尼亚（ROU）                                                           | 1.90 m (OR)  | 米歇尔·布朗 · （AUS）                                                 | 1.80 m  | 泰西亞·岑琪克 · 苏联（URS）                                         | 1.78 m  |
| 跳遠            | 玛丽·兰德 · 英国（GBR）                                                                   | 6.76 m (WR)  | 伊雷娜·基尔申斯泰因 · 波兰（POL）                                     | 6.60 m  | 塔季揚娜·謝赫爾卡諾娃 · 苏联（URS）                                 | 6.42 m  |
| 鉛球            | 塔玛拉·普雷斯 · 苏联（URS）                                                               | 18.14 m (OR) | 雷娜特·加里施-库尔贝格尔 · 德国联队（EUA）                            | 17.61 m | 加琳娜·齊賓 · 苏联（URS）                                           | 17.45 m |
| 鐵餅            | 塔玛拉·普雷斯 · 苏联（URS）                                                               | 57.27 m (OR) | 英格丽德·洛茨 · 德国联队（EUA）                                       | 57.21 m | 莉娅·马诺柳 · 罗马尼亚（ROU）                                       | 56.97 m |
| 擲標槍          | 米哈埃拉·佩内什 · 罗马尼亚（ROU）                                                         | 60.54 m      | 鲁道什·玛尔陶 · 匈牙利（HUN）                                         | 58.27 m | 埃琳娜·戈爾恰科娃 · 苏联（URS）                                     | 57.06 m |
| 五項全能        | 伊琳娜·普雷斯 · 苏联（URS）                                                               | 5246 (WR)    | 玛丽·兰德 · 英国（GBR）                                               | 5035    | 加琳娜·比斯特羅娃 · 苏联（URS）                                     | 4956    |

## 獎牌榜
| 排名                      | 国家 / 地区               | 金牌 | 銀牌 | 銅牌 | 总计 |
| ------------------------- | ------------------------- | ---- | ---- | ---- | ---- |
| 1                         | 美国（USA）               | 14   | 7    | 3    | 24   |
| 2                         | 苏联（URS）               | 5    | 2    | 11   | 18   |
| 3                         | 英国（GBR）               | 4    | 7    | 1    | 12   |
| 4                         | 德国联队（EUA）           | 2    | 5    | 3    | 10   |
| 5                         | 波兰（POL）               | 2    | 4    | 2    | 8    |
| 6                         | 新西兰（NZL）             | 2    | 0    | 2    | 4    |
| 7                         | 罗马尼亚（ROU）           | 2    | 0    | 1    | 3    |
| 8                         | （AUS）                   | 1    | 1    | 4    | 6    |
| 9                         | 意大利（ITA）             | 1    | 0    | 1    | 2    |
| 10                        | 比利时（BEL）             | 1    | 0    | 0    | 1    |
| 10                        | 埃塞俄比亚（ETH）         | 1    | 0    | 0    | 1    |
| 10                        | 芬兰（FIN）               | 1    | 0    | 0    | 1    |
| 13                        | 匈牙利（HUN）             | 0    | 3    | 1    | 4    |
| 14                        | 捷克斯洛伐克（TCH）       | 0    | 2    | 0    | 2    |
| 15                        | 特立尼达和多巴哥（TRI）   | 0    | 1    | 2    | 3    |
| 16                        | 加拿大（CAN）             | 0    | 1    | 1    | 2    |
| 16                        | 法国（FRA）               | 0    | 1    | 1    | 2    |
| 18                        | 古巴（CUB）               | 0    | 1    | 0    | 1    |
| 18                        | 突尼斯（TUN）             | 0    | 1    | 0    | 1    |
| 20                        | 日本（JPN）               | 0    | 0    | 1    | 1    |
| 20                        | （KEN）                   | 0    | 0    | 1    | 1    |
| 20                        | 瑞典（SWE）               | 0    | 0    | 1    | 1    |
| 总计（共22个国家 / 地区） | 总计（共22个国家 / 地区） | 36   | 36   | 36   | 108  |